# Stefan Rozental
Stefan Rozental (Łódź, 13 de agosto de 1903 — Copenhague, 2 de agosto de 1994) foi um físico nuclear dinamarquês.
Especialista em mecânica quântica, saiu da Polônia quando a Primeira Guerra Mundial iniciou, residindo com seus pais na Dinamarca durante quatro anos a partir de 1915, quando retornaram para a Polônia em 1919. Obteve um doutorado na Universidade Jaguelônica em 1928.

Foi assistente de Werner Heisenberg em Leipzig, de 1929 a 1934, e lecionou em Cracóvia, de 1934 a 1938. Devido ao crescente antissemitismo na Polônia emigrou para a Dinamarca, chegando em Copenhague em março de 1938, onde Niels Bohr o recebeu em seu instituto. A partir 1940 foi assistente pessoal de Niels Bohr por quase cinquenta anos (a partir de 1916 Hendrik Anthony Kramers foi seu assistente e a partir de 1934 este posto foi ocupado por Léon Rosenfeld), onde o auxiliou até o início da década de 1960, após terem ambos retornado a Copenhague em 1945.

## Publicações
- Stefan Rozental, ed., Niels Bohr: His Life and Work As Seen by His Friends and Colleagues, John Wiley & Sons, 1964.
- Stefan Rozental, Schicksalsjahre mit Niels Bohr, DVA, 1991. 
(This is a German translation of Rozental's Danish account NB - erindringer om Niels Bohr of his years with Niels Bohr, published 1985 in Kopenhagen. No English translation available.)